# Linden (Hessen)
Linden ([ˈlɪndn̩] ⓘ) ist eine Kleinstadt im mittelhessischen Landkreis Gießen.

## Geografie

### Geografische Lage
Linden liegt etwa 6 km südlich von Gießen. Im Norden grenzt Linden an die Kreisstadt Gießen, im Osten an die Stadt Pohlheim, im Süden an die Gemeinde Langgöns sowie im Westen an die Gemeinde Hüttenberg (Lahn-Dill-Kreis).

### Stadtgliederung
Die Stadt besteht aus den Stadtteilen Großen-Linden und Leihgestern. Zu Großen-Linden gehören die Siedlungen Forst, Oberhof, Am Bergwerkswald und der Aussiedlerhof Sonnenhof; zu Leihgestern zählen Mühlberg, das Gut Neuhof sowie die Aussiedlerhöfe Hof Konrad, Birkenhof, Berghof und Ludwigshof.

## Geschichte

### Großen-Linden

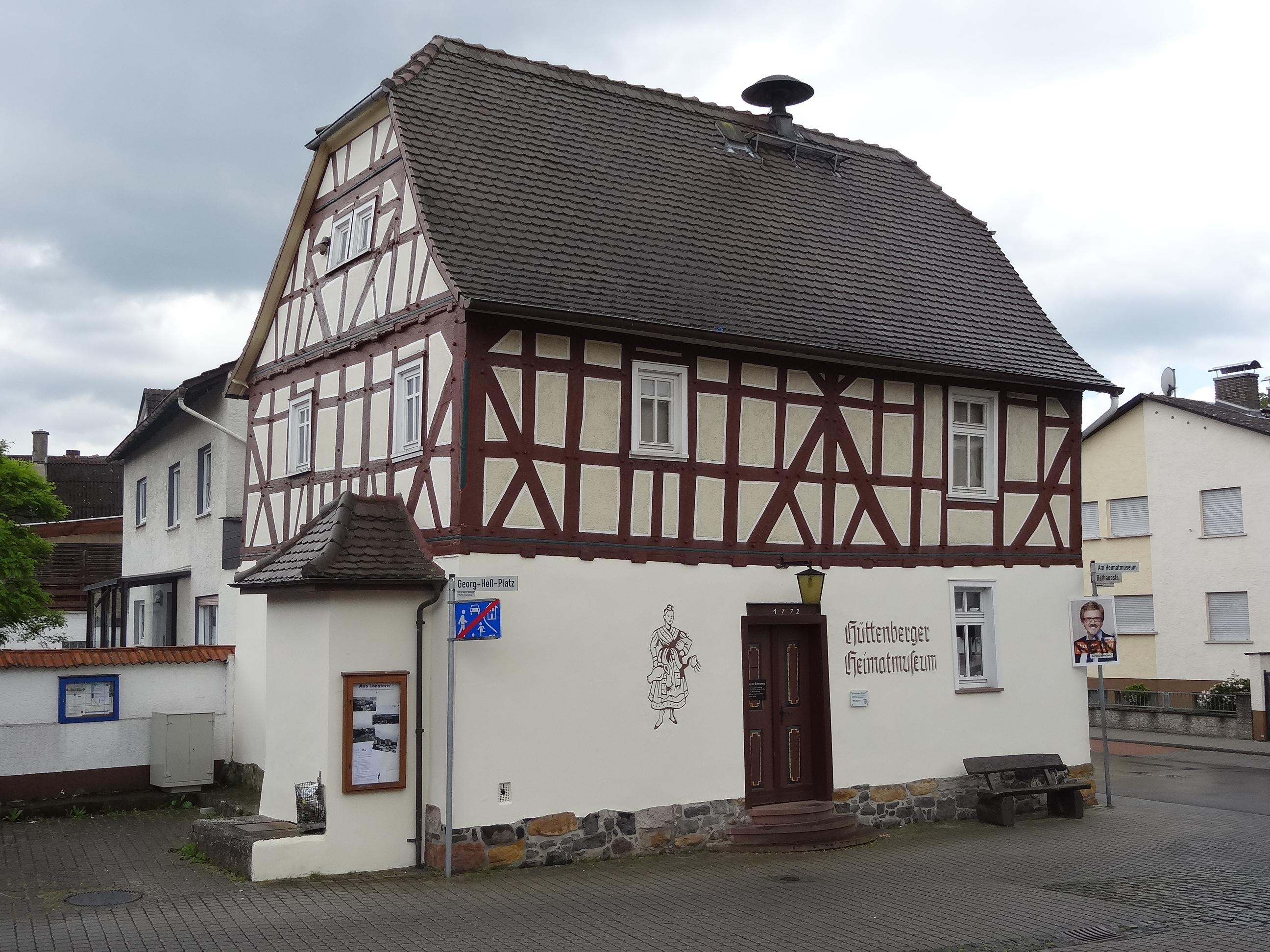
Hüttenberger Heimatmuseum im alten Ortskern von Leihgestern

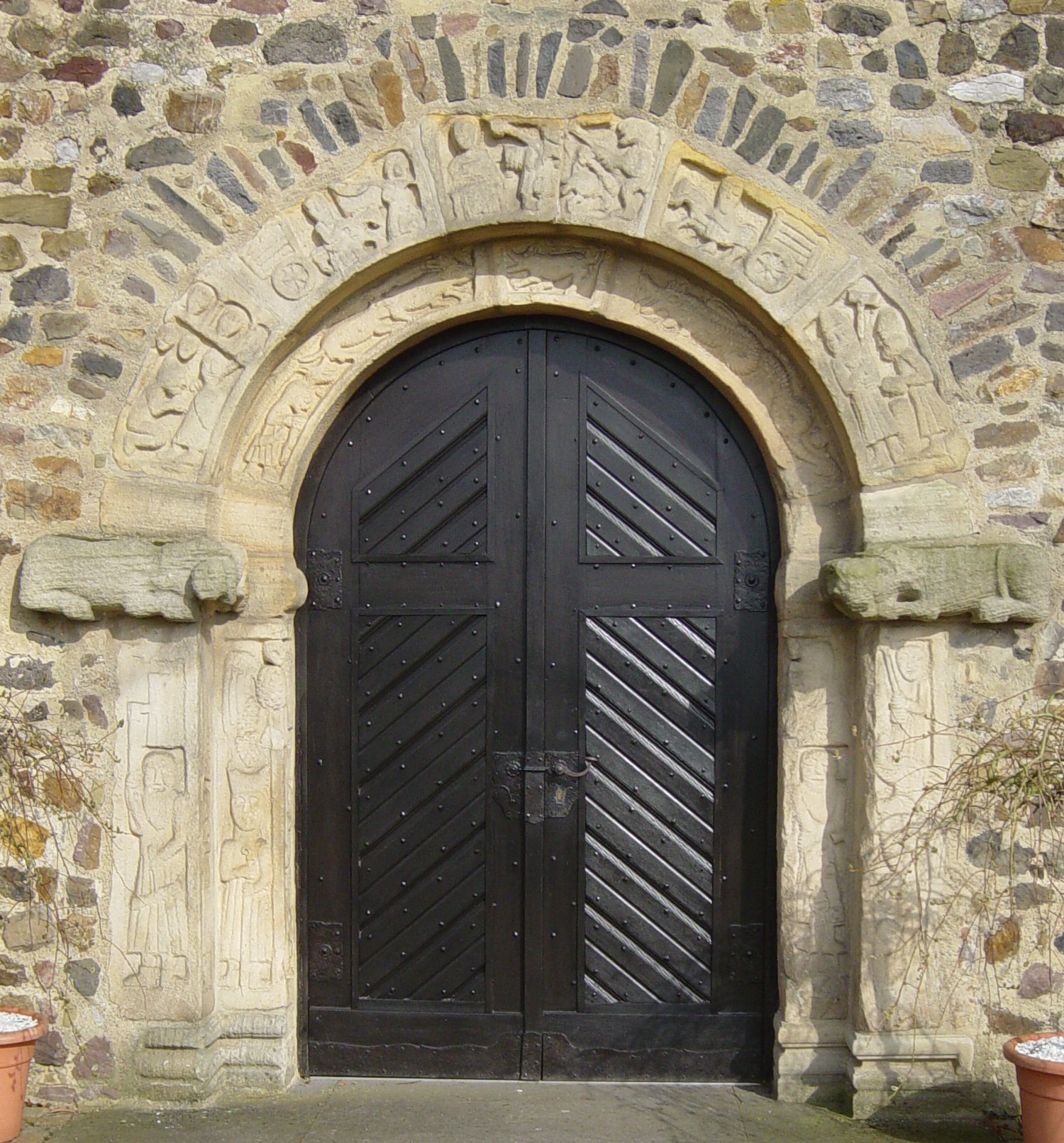
St.-Peters-Kirche (Großen-Linden), romanisches Westportal, um 1230

Die erste schriftliche Erwähnung stammt aus dem Lorscher Codex. Danach wurde die Villa Lindun am 27. Februar 790 dem Kloster Lorsch geschenkt. Durch eine weitere Schenkung am 11. Juni 805 an das Kloster Lorsch wurde der Name Letkestre (Leihgestern) das erste Mal im Lorscher Codex erwähnt. Im frühen Mittelalter zählte Linden zum Niederlahngau und war im Besitz verschiedener Gaugrafen, bevor der Ort zur Zeit Ottos des Großen im 10. Jahrhundert schließlich in den Besitz der Grafen von Gleiberg kam. Im Jahre 1265 kam Linden an die Landgrafschaft Hessen, als Landgraf Heinrich I. Teile der einstigen Grafschaft Gleiberg mit Gießen von den Pfalzgrafen von Tübingen erwarb. Im Jahre 1347 wird in einer Urkunde dem Namen Linden erstmals das Großen vorangesetzt, um den Ort vom Nachbarort Lützellinden (heute Stadtteil von Gießen) zu unterscheiden.
Von 1396 bis 1585 war der Gerichtsbezirk Hüttenberg, ebenso wie das Gemeine Land an der Lahn, ein Kondominium der Landgrafen von Hessen und der Grafen von Nassau. In dieser Zeit war Großen-Linden Hauptort eines Gerichtsbezirks und es gab zwei Schultheiße in Großen-Linden. Wegen Unstimmigkeiten wurde der Gerichtsbezirk zwischen beiden Grafenhäusern 1585 aufgeteilt. Die Reformation wurde durch die Landgrafen von Hessen in deren Territorien ab 1527 betrieben, der erste evangelische Pfarrer in Großen-Linden ist 1546 belegt.
Großen-Linden erhielt entweder am 19. Februar 1605 von Ludwig IV. von Hessen-Marburg die Stadtrechte oder bereits zwischen 1561 und 1577. Urkundlich ist nachgewiesen, dass die Bürger Großen-Lindens im Gegensatz zu den anderen Orten des Hüttenbergs im Jahr 1577 keine Abgaben mehr entrichten mussten.
Im Dreißigjährigen Krieg wurde der von Wall und Graben umgebene Ort wie alle Orte der Umgebung stark in Mitleidenschaft gezogen. Am Ende des Krieges waren etwa 40 von 130 Häusern der Stadt unbewohnt und es wurden etwa 400 Einwohner gezählt.
Im 18. Jahrhundert begann sich der bäuerliche Ort allmählich über die mittelalterlichen Ortsgrenzen hinaus auszudehnen, auch siedelte sich nun mehr Handwerk und Gewerbe an. 1712 erhielt die Stadt das Marktrecht, 1716 ist die erste von mehreren Gaststätten am Ort belegt, es gab bald mehrere Färbereien, eine Kalkbrennerei und gegen Ende des 18. Jahrhunderts auch Strumpfweber, Perückenmacher und Hosenschneider.
Nachdem die Napoleonischen Kriege um 1800 mit umfangreichen Truppeneinquartierungen zunächst der weiteren Entwicklung des Ortes hinderlich waren, ereignete sich in der Mitte des 19. Jahrhunderts infolge der einsetzenden Industrialisierung und des Baus der Main-Weser-Bahn eine schwunghafte Entwicklung.
Die Statistisch-topographisch-historische Beschreibung des Großherzogthums Hessen berichtet 1830 über Großenlinden:

„Großenlinden (L. Bez. Giessen) Stadt; liegt 2 St. von Giessen, an dem Kleebach, so wie an der von Giessen nach Frankfurt ziehenden Chaussee, und ist theilweise noch mit einem Wallgraben umgeben. Der Ort hat 144 Häuser und 900 Einwohner, die bis auf 4 Katholiken und 40 Juden evangelisch sind, so wie 1 Kirche, 1 Schulhaus, 1 Rathhaus und 3 Mahlmühlen, womit 1 Oelmühle verbunden ist. Unter den Gewerben befinden sich mehrere Färbereien, die der Leinewand die dauerhafteste blaue Farbe geben und schon zu Ende des vorigen Jahrhunderts berühmt waren. In der Gemarkung befindet sich ein sehr vorzüglicher Torf. – Der Name der Linder Mark geht bis zu den Zeiten Carls des Großen, und zuweilen wird statt der Mark das Dorf Linden genannt, welches unstreitig das nachherige Großenlinden ist. Der Ort soll mit Festungswerken und einer Citadelle versehen gewesen, und solche, 1248, von der Landgräfin Sophie, als der Landstand zu Großenlinden, ihrem Sohne, Heinrich den Kinde, die Huldigung versagte, nebst den Burghäusern zerstört worden seyn. Diese Nachrichten möchten sich auf Hohenlinden zwischen Biedenkopf und Wetter beziehen. Auch hat sich bis jetzo die Sage erhalten, daß die Tempelherrn hier einen Sitz gehabt, und das Rathhaus bewohnt hätten. Im Jahr 1396 vertauschte Landgraf Hermann an seinen Schwager, den Grafen Philipp von Nassau, die Hälfte des Orts, gegen die Hälfte des Gerichts Kirchberg. Diese Gemeinschaft dauerte bis 1585, wo eine Abtheilung vorgenommen wurde, und Hessen unter andern den Flecken Großenlinden erhielt. Zu Großenlinden gehörten bis ins 16. Jahrhundert die Kapellen zu Leihgestern, Kleinlinden, Dornholzhausen, Hochelheim, Hörnsheim und Allendorf.“

Der Eisenbahnbau brachte um 1848 viele Arbeiter nach Großen-Linden, weitere Arbeitsplätze boten das 1841 errichtete Braunsteinbergwerk, ein Kalkwerk und mehrere Zigarrenfabriken. Zwischen 1817 und 1900 verdoppelte sich die Einwohnerzahl auf über 1700 Einwohner, die alten strohgedeckten Häuser wurden ziegelgedeckt und der Ort wuchs in alle Richtungen. Die Bahnlinie war im späten 19. Jahrhundert schließlich der bestimmende Wirtschaftsfaktor der Region. Während die abseits der Bahn gelegenen Orte durch Ab- und Auswanderung einen Bevölkerungsverlust hinnehmen mussten, profitierten Großen-Linden und auch Leihgestern vom Zuzug aus dem Umland.
Nach dem Zweiten Weltkrieg setzte sich das Bevölkerungswachstum durch den Zustrom von rund 1400 Flüchtlingen und Vertriebenen fort, wodurch die Stadt im Jahr 1949 fast 4000 Einwohner zählte. Durch die überwiegend katholischen Flüchtlinge entstand auch eine knapp 1000 Personen zählende katholische Gemeinde in dem bis in den Zweiten Weltkrieg fast rein evangelischen Ort. Zur dauerhaften Unterbringung der Flüchtlinge bedurfte es der Ausweisung von Neubaugebieten.

### Leihgestern
Zur Geschichte des Stadtteils Leihgestern siehe Leihgestern.

### Linden
Im Zuge der Gebietsreform in Hessen wurden zum 1. Januar 1977 durch das Gesetz zur Neugliederung des Dillkreises, der Landkreise Gießen und Wetzlar und der Stadt Gießen die Stadt Großen-Linden und die Gemeinde Leihgestern zur neuen Stadt Linden zusammengeschlossen. Ortsbezirke wurden nicht gebildet.

### Verwaltungsgeschichte im Überblick
Die folgende Liste zeigt die Staaten und Verwaltungseinheiten, denen Großen-Linden angehört(e):
- 790: Fränkisches Reich, Lahngau
- 1065: Ostfränkisches Reich, Grafschaft des Grafen Werner, danach der Grafen von Gleiberg und der Pfalzgrafen von Tübingen
- 1264/65: Übergang in den Besitz der Landgrafschaft Hessen
- vor 1567: Heiliges Römisches Reich, Landgrafschaft Hessen, Amt Gießen[7]
- ab 1567: Heiliges Römisches Reich, Landgrafschaft Hessen-Marburg, Amt Gießen
- 1604–1648: Heiliges Römisches Reich, strittig zwischen Landgrafschaft Hessen-Darmstadt und Landgrafschaft Hessen-Kassel (Hessenkrieg)
- ab 1604: Heiliges Römisches Reich, Landgrafschaft Hessen-Darmstadt, Oberfürstentum Hessen, Oberamt Gießen (ab 1789)[8]
- ab 1806: Großherzogtum Hessen, Fürstentum Oberhessen, Stadtamt Gießen
- ab 1815: Großherzogtum Hessen, Provinz Oberhessen, Stadtamt Gießen[9]
- ab 1821: Großherzogtum Hessen, Provinz Oberhessen, Landratsbezirk Gießen[Anm. 2]
- ab 1832: Großherzogtum Hessen, Provinz Oberhessen, Kreis Giesen (August bis November Kreis Grünberg)
- ab 1848: Großherzogtum Hessen, Regierungsbezirk Gießen
- ab 1852: Großherzogtum Hessen, Provinz Oberhessen, Kreis Gießen
- ab 1867: Norddeutscher Bund, Großherzogtum Hessen, Provinz Oberhessen, Kreis Gießen
- ab 1871: Deutsches Reich, Großherzogtum Hessen, Provinz Oberhessen, Kreis Gießen
- ab 1918: Deutsches Reich, Volksstaat Hessen, Provinz Oberhessen, Kreis Gießen
- ab 1838: Deutsches Reich, Großherzogtum Hessen, Provinz Oberhessen, Landkreis Gießen[10][Anm. 3]
- ab 1945: Amerikanische Besatzungszone,[Anm. 4] Groß-Hessen, Regierungsbezirk Darmstadt, Landkreis Gießen
- ab 1946: Amerikanische Besatzungszone, Hessen, Regierungsbezirk Darmstadt, Landkreis Gießen
- ab 1949: Bundesrepublik Deutschland, Hessen, Regierungsbezirk Darmstadt, Landkreis Gießen
- ab 1977: Bundesrepublik Deutschland, Hessen, Regierungsbezirk Darmstadt, Lahn-Dill-Kreis, Stadt Linden
- ab 1979: Bundesrepublik Deutschland, Hessen, Regierungsbezirk Darmstadt, Landkreis Gießen, Stadt Linden
- ab 1981: Bundesrepublik Deutschland, Hessen, Regierungsbezirk Gießen, Landkreis Gießen, Stadt Linden

## Bevölkerung

### Einwohnerstruktur 2011
Nach den Erhebungen des Zensus 2011 lebten am Stichtag, dem 9. Mai 2011, in Linden 12063 Einwohner. Darunter waren 805 (6,7 %) Ausländer, von denen 268 aus dem EU-Ausland, 321 aus anderen europäischen Ländern und 216 aus anderen Staaten kamen. Von den deutschen Einwohnern hatten 18,4 % einen Migrationshintergrund. Die Einwohner lebten in 5691 Haushalten. Davon waren 2211 Singlehaushalte, 1413 Paare ohne Kinder und 1486 Paare mit Kindern, sowie 433 Alleinerziehende und 148 Wohngemeinschaften.

### Einwohnerentwicklung
Die Einwohnerzahlen von Großen-Linden und ab 1977 der Stadt Linden
| • 1502: | 052 Männer                                                                       |
| • 1577: | 114 Hausgesesse                                                                  |
| • 1648: | 077 Männer                                                                       |
| • 1669: | 434 Seelen                                                                       |
| • 1742: | 004 Geistliche/Beamte, 110 Untertanen, 31 Junge Mannschaften, 12 Beisassen/Juden |
| • 1791: | 614 Einwohner                                                                    |
| • 1800: | 662 Einwohner                                                                    |
| • 1806: | 716 Einwohner, 136 Häuser                                                        |
| • 1829: | 900 Einwohner, 144 Häuser                                                        |
| • 1867: | 1195 Einwohner, 187 Häuser                                                       |

| (Großen-)Linden: Einwohnerzahlen von 1791 bis 2015 | (Großen-)Linden: Einwohnerzahlen von 1791 bis 2015 | (Großen-)Linden: Einwohnerzahlen von 1791 bis 2015 | (Großen-)Linden: Einwohnerzahlen von 1791 bis 2015 | (Großen-)Linden: Einwohnerzahlen von 1791 bis 2015 |
| --- | -------------------------------------------------- | -------------------------------------------------- | -------------------------------------------------- | -------------------------------------------------- |
| Jahr |                                                    |                                                    |                                                    | Einwohner                                          |
| 1791 | 1791                                               |                                                    | 614                                                | 614                                                |
| 1800 | 1800                                               |                                                    | 662                                                | 662                                                |
| 1806 | 1806                                               |                                                    | 716                                                | 716                                                |
| 1834 | 1834                                               |                                                    | 968                                                | 968                                                |
| 1840 | 1840                                               |                                                    | 1.002                                              | 1.002                                              |
| 1846 | 1846                                               |                                                    | 1.131                                              | 1.131                                              |
| 1852 | 1852                                               |                                                    | 1.251                                              | 1.251                                              |
| 1858 | 1858                                               |                                                    | 1.174                                              | 1.174                                              |
| 1864 | 1864                                               |                                                    | 1.168                                              | 1.168                                              |
| 1871 | 1871                                               |                                                    | 1.216                                              | 1.216                                              |
| 1875 | 1875                                               |                                                    | 1.177                                              | 1.177                                              |
| 1885 | 1885                                               |                                                    | 1.269                                              | 1.269                                              |
| 1895 | 1895                                               |                                                    | 1.562                                              | 1.562                                              |
| 1905 | 1905                                               |                                                    | 1.916                                              | 1.916                                              |
| 1910 | 1910                                               |                                                    | 2.033                                              | 2.033                                              |
| 1925 | 1925                                               |                                                    | 2.407                                              | 2.407                                              |
| 1939 | 1939                                               |                                                    | 2.487                                              | 2.487                                              |
| 1946 | 1946                                               |                                                    | 3.682                                              | 3.682                                              |
| 1950 | 1950                                               |                                                    | 3.831                                              | 3.831                                              |
| 1956 | 1956                                               |                                                    | 4.010                                              | 4.010                                              |
| 1961 | 1961                                               |                                                    | 4.145                                              | 4.145                                              |
| 1967 | 1967                                               |                                                    | 4.479                                              | 4.479                                              |
| 1972 | 1972                                               |                                                    | 4.823                                              | 4.823                                              |
| 1976 | 1976                                               |                                                    | 9.774                                              | 9.774                                              |
| 1984 | 1984                                               |                                                    | 10.814                                             | 10.814                                             |
| 1992 | 1992                                               |                                                    | 11.493                                             | 11.493                                             |
| 2000 | 2000                                               |                                                    | 12.200                                             | 12.200                                             |
| 2004 | 2004                                               |                                                    | 12.339                                             | 12.339                                             |
| 2010 | 2010                                               |                                                    | 12.190                                             | 12.190                                             |
| 2015 | 2015                                               |                                                    | 12.700                                             | 12.700                                             |
| Datenquelle: Historisches Gemeindeverzeichnis für Hessen: Die Bevölkerung der Gemeinden 1834 bis 1967. Wiesbaden: Hessisches Statistisches Landesamt, 1968. Weitere Quellen: ; 1972:; 1976:; 1984:; 1992:; 2000:; 2004:; 2010: Ab 1976 einschließlich der im Zuge der Gebietsreform in Hessen eingegliederten Orte. |                                                    |                                                    |                                                    |                                                    |

### Historische Religionszugehörigkeit
| • 1830: | 856 evangelische, 4 römisch-katholische Einwohner, 40 Juden |
| • 1961: | 3191 evangelische, 832 römisch-katholische Einwohner |
| • 2011: | 5960 evangelische (= 49,6 %), 1980 katholische (= 16,5 %), 170 freikirchliche (= 1,5 %), 750 orthodoxe (= 6,3 %), 330 andersgläubig (= 2,7 %), 2 820 sonstige (= 23,5 %) Einwohner |

### Historische Erwerbstätigkeit
Quelle: Historisches Ortslexikon
| • 1961: | Erwerbspersonen: 196 Land- und Forstwirtschaft, 935 Prod. Gewerbe, 434 Handel, Verkehr und Nachrichtenübermittlung, 345 Dienstleistungen und Sonstiges. |

## Politik

### Stadtverordnetenversammlung
Die Kommunalwahl am 14. März 2021 lieferte folgendes Ergebnis, in Vergleich gesetzt zu früheren Kommunalwahlen:
| Sitzverteilung in der Stadtverordnetenversammlung 2021Insgesamt 37 Sitze - Linke: 1 - SPD: 7 - Grüne: 8 - FDP: 2 - FW: 5 - CDU: 13 - AfD: 1 | Parteien und Wählergemeinschaften | Parteien und Wählergemeinschaften           | 2021  | 2021  | 2016  | 2016  | 2011  | 2011  | 2006  | 2006  | 2001  | 2001  |
| Sitzverteilung in der Stadtverordnetenversammlung 2021Insgesamt 37 Sitze - Linke: 1 - SPD: 7 - Grüne: 8 - FDP: 2 - FW: 5 - CDU: 13 - AfD: 1 | Parteien und Wählergemeinschaften | Parteien und Wählergemeinschaften           | %     | Sitze | %     | Sitze | %     | Sitze | %     | Sitze | %     | Sitze |
| Sitzverteilung in der Stadtverordnetenversammlung 2021Insgesamt 37 Sitze - Linke: 1 - SPD: 7 - Grüne: 8 - FDP: 2 - FW: 5 - CDU: 13 - AfD: 1 | CDU                               | Christlich Demokratische Union Deutschlands | 35,8  | 13    | 39,5  | 15    | 46,3  | 17    | 47,1  | 17    | 48,8  | 18    |
| Sitzverteilung in der Stadtverordnetenversammlung 2021Insgesamt 37 Sitze - Linke: 1 - SPD: 7 - Grüne: 8 - FDP: 2 - FW: 5 - CDU: 13 - AfD: 1 | Grüne                             | Bündnis 90/Die Grünen                       | 20,4  | 8     | 12,1  | 4     | 17,2  | 6     | 10,1  | 4     | 6,7   | 3     |
| Sitzverteilung in der Stadtverordnetenversammlung 2021Insgesamt 37 Sitze - Linke: 1 - SPD: 7 - Grüne: 8 - FDP: 2 - FW: 5 - CDU: 13 - AfD: 1 | SPD                               | Sozialdemokratische Partei Deutschlands     | 18,9  | 7     | 26,0  | 10    | 26,2  | 10    | 31,8  | 12    | 33,5  | 12    |
| Sitzverteilung in der Stadtverordnetenversammlung 2021Insgesamt 37 Sitze - Linke: 1 - SPD: 7 - Grüne: 8 - FDP: 2 - FW: 5 - CDU: 13 - AfD: 1 | FW                                | Freie Wähler Linden                         | 13,3  | 5     | 16,1  | 6     | 8,5   | 3     | 8,1   | 3     | 10,0  | 4     |
| Sitzverteilung in der Stadtverordnetenversammlung 2021Insgesamt 37 Sitze - Linke: 1 - SPD: 7 - Grüne: 8 - FDP: 2 - FW: 5 - CDU: 13 - AfD: 1 | FDP                               | Freie Demokratische Partei                  | 5,1   | 2     | 6,2   | 2     | 1,8   | 1     | 2,9   | 1     | 1,0   | 0     |
| Sitzverteilung in der Stadtverordnetenversammlung 2021Insgesamt 37 Sitze - Linke: 1 - SPD: 7 - Grüne: 8 - FDP: 2 - FW: 5 - CDU: 13 - AfD: 1 | Linke                             | Die Linke                                   | 3,9   | 1     | —     | —     | —     | —     | —     | —     | —     | —     |
| Sitzverteilung in der Stadtverordnetenversammlung 2021Insgesamt 37 Sitze - Linke: 1 - SPD: 7 - Grüne: 8 - FDP: 2 - FW: 5 - CDU: 13 - AfD: 1 | AfD                               | Alternative für Deutschland                 | 2,6   | 1     | —     | —     | —     | —     | —     | —     | —     | —     |
| Sitzverteilung in der Stadtverordnetenversammlung 2021Insgesamt 37 Sitze - Linke: 1 - SPD: 7 - Grüne: 8 - FDP: 2 - FW: 5 - CDU: 13 - AfD: 1 | Gesamt                            | Gesamt                                      | 100,0 |       | 100,0 |       | 100,0 |       | 100,0 |       | 100,0 |       |
| Sitzverteilung in der Stadtverordnetenversammlung 2021Insgesamt 37 Sitze - Linke: 1 - SPD: 7 - Grüne: 8 - FDP: 2 - FW: 5 - CDU: 13 - AfD: 1 | Ungültige Stimmen in %            | Ungültige Stimmen in %                      | 2,7   | —     | 4,0   | —     | 2,5   | —     | 2,3   | —     | 1,8   | —     |
| Sitzverteilung in der Stadtverordnetenversammlung 2021Insgesamt 37 Sitze - Linke: 1 - SPD: 7 - Grüne: 8 - FDP: 2 - FW: 5 - CDU: 13 - AfD: 1 | Wahlbeteiligung in %              | Wahlbeteiligung in %                        | 52,0  | 52,0  | 52,3  | 52,3  | 49,5  | 49,5  | 47,1  | 47,1  | 53,2  | 53,2  |

### Bürgermeister
Nach der hessischen Kommunalverfassung wird der Bürgermeister für eine sechsjährige Amtszeit gewählt, seit dem Jahr 1993 in einer Direktwahl, und ist Vorsitzender des Magistrats, dem in der Stadt Linden neben dem Bürgermeister ehrenamtlich ein Erster Stadtrat und sieben weitere Stadträte angehören. Die Stärke der in der Stadtverordnetenversammlung vertretenen Fraktionen spiegelt sich grundsätzlich in der Zusammensetzung des ehrenamtlichen Magistrats wider. Bürgermeister ist seit dem 3. Mai 2023 der parteiunabhängige Fabian Wedemann. Sein Amtsvorgänger Jörg König (CDU) war nach einem erfolgreichen Abwahlantrag der Stadtverordnetenversammlung aus der zweiten Amtszeit am 12. Dezember 2022 vorzeitig ausgeschieden und damit einem Bürgerentscheid zur Abwahl zuvorgekommen. Erster Stadtrat Harald Liebermann (CDU) leitete danach die Stadtverwaltung kommissarisch und die Wahl eines neuen Bürgermeisters musste vorgezogen werden. Fabian Wedemann erhielt am 2. April 2023 in einer Stichwahl bei 43,1 Prozent Wahlbeteiligung 57,6 Prozent der Stimmen.
Amtszeiten der Bürgermeister der Stadt Linden seit dem Zusammenschluss 1977
- seit 2023 Fabian Wedemann[31]
- 2013–2022 Jörg König (CDU)[32]
- 1977–2013 Ulrich Lenz (CDU)[35]
- 1977 Reinhard Lang (SPD) (Staatsbeauftragter, Januar bis Mai)

Bürgermeister der Stadt Großen-Linden
- 1967–1976 Reinhard Lang (SPD)
- 1954–1967 Albert Weigand (SPD)
- 1948–1954 Friedrich Matheis (SPD)
- 1945–1948 Philipp Stengel (SPD)
- 1943–1945 Albert Volk (kommissarisch)
- 1941–1943 1. Beigeordneter Karl Volk
- 1933–1940 Artur Michel
- 1919–1935 Ludwig Lang II.
- 1917–1919 Beigeordnete Mehl und Lang
- 1883–1917 Johannes Leun VIII.
- 1870–1883 Johannes Zörb
- 1842–1870 Johann Georg Menges II.
- 1821–1842 Johannes Leun

Bürgermeister der Gemeinde Leihgestern
- 1969–1976 Helmut Jung (SPD)

- 1956–1969 Karl Pfeffer (SPD)

- 1952–1956 Wilhelm Seipp (SPD)

- 1948–1952 Karl Textor (SPD)

- 1945–1948 Wilhelm Funk (SPD)

- 1938–1945 Wilhelm Damm

- 1934–1937 Hans Will

- 1904–1933 Johannes Heß (Enkel)

- 1871–1904 Johannes Heß (Sohn)

- 1842–1871 Johannes Heß (Vater)

### Wappen
| Wappen von Linden | Blasonierung: „In Rot ein silberner, doppelköpfiger Kranich mit goldenen Schnäbeln, aufgelegt ein silbernes Wappen mit grüner Linde auf grünem Boden.“ |
| Wappen von Linden | |

Das Wappen wird durch zwei Merkmale geprägt, die stadtteilbezogene Aussagekraft haben: Die grüne Linde steht für den Stadtteil Großen-Linden und der doppelköpfige Kranich repräsentiert den Stadtteil Leihgestern. Zusammen ergeben diese Wahrzeichen das aktuelle Wappen der Stadt Linden, das seit 1980 offiziell geführt werden darf.
Das Wappen der Stadt Großen-Linden (Wappenbeschreibung: „In silbernem Schild auf grünem Boden ein grüner Lindenbaum.“) wurde am 31. März 1955 durch den Hessischen Innenminister genehmigt.

### Jugendvertretung der Stadt Linden
Die Jugendvertretung (kurz: JVL) in Linden ist zusammengesetzt aus Jugendlichen der Stadt, die von verschiedenen Vereinen und Organisationen aus Linden delegiert werden und soll die gesamte Jugend der Stadt Linden vertreten. Fasst die Jugendvertretung einen gültigen Beschluss, kann dieser dem Magistrat der Stadt Linden vorgelegt und dort erneut zur Abstimmung gestellt werden.

### Städtepartnerschaften
- Sośnicowice, früher Kieferstädtel (Woiwodschaft Schlesien in Polen, seit 1993)
- Loučná nad Desnou, früher Wiesenberg-Winkelsdorf (Tschechien, seit 1995)
- Macheren (Département Moselle in Frankreich, seit 2001)
- Warabi (Japan, seit 2002)
- Purgstall an der Erlauf (Niederösterreich, seit 2012)
- Machern (in Sachsen, seit 2009)

## Kultur und Sehenswürdigkeiten

### Kulturdenkmäler in Linden
siehe Liste der Kulturdenkmäler in Linden (Hessen)

### Bauwerke

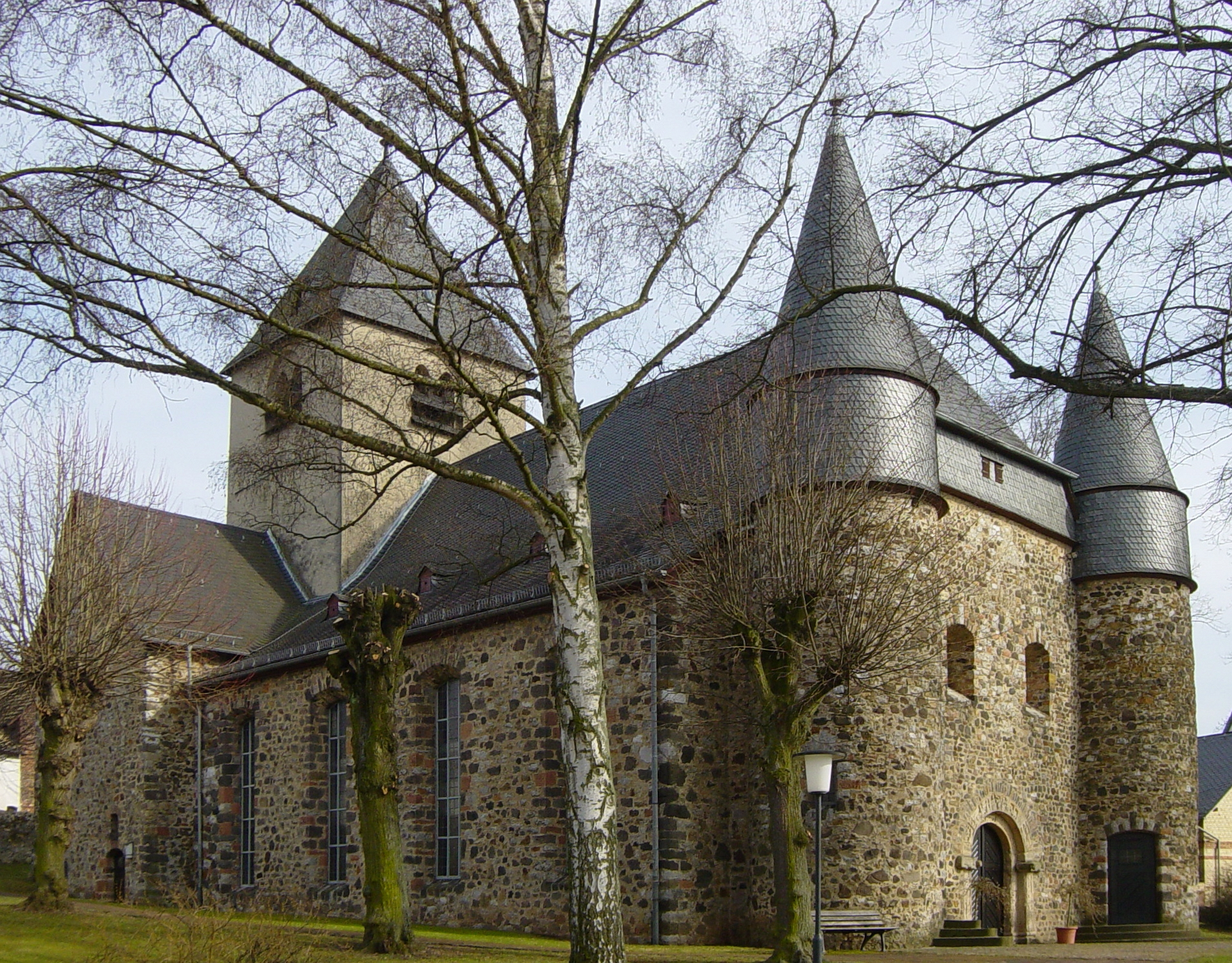
Romanische Kirche in Großen-Linden

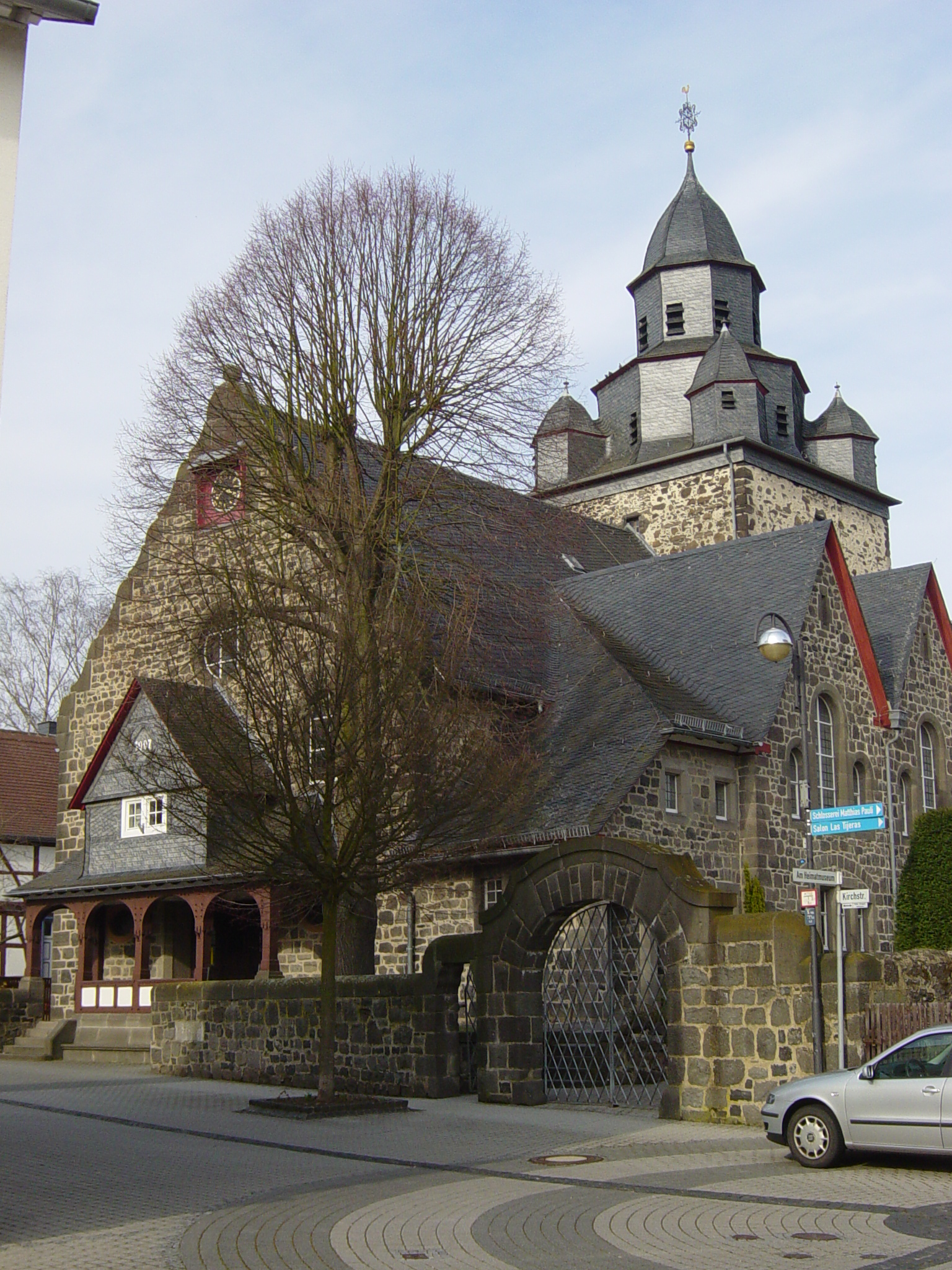
Ev. Kirche in Leihgestern

- Die Evangelische Kirche (St. Peter) in Großen-Linden entstand vermutlich im 10. oder 11. Jahrhundert und geht in ihrer heutigen Form auf das 12. oder 13. Jahrhundert zurück. Die Kirche weist ein reich mit Figurenreliefs geschmücktes romanisches Portal aus der Zeit um 1170 auf, das zu den wenigen romanischen Figurenportalen in Deutschland zählt. Die Kirche, der Kirchhof und das Rathaus sind von einer gemeinsamen Mauer umschlossen, die ihren Ursprung in einer mittelalterlichen Wehranlage hat.
- Das Rathaus der Stadt wurde um 1230 erbaut und vielfach umgebaut. Ein bedeutender Umbau ereignete sich gemäß einer Bauinschrift im Jahr 1611, vermutlich stammt der Fachwerkaufbau des Gebäudes aus jenem Jahr.
- Das evangelische Pfarrhaus in Großen-Linden wurde 1452 erbaut und gilt als das älteste Pfarrhaus in Oberhessen.
- Die katholische Christkönig Kirche in Großen-Linden wurde 1954 eingeweiht. Ihr Bau war nötig geworden, nachdem durch den Zuzug von katholischen Flüchtlingen und Vertriebenen nach dem Zweiten Weltkrieg eine große katholische Gemeinde am Ort entstanden war.
- Das Schulhaus wurde 1929 erbaut und fiel 1957 einem Großbrand zum Opfer, wonach es mit einem vereinfachten Dachaufbau wiederhergestellt wurde.
- In Großen-Linden gibt es darüber hinaus mehrere renovierte historische Fachwerkgebäude unterschiedlicher Epochen.
- Die Evangelische Kirche Leihgestern wurde am 9. August 1908 eingeweiht. Der spätgotische Turm stammt aus dem 15. oder 16. Jahrhundert
- Das historische Wasserhaus Leihgestern (Wasserhochbehälter) wurde 1907 erbaut und 2010 restauriert.[38]

### Museen
- Hüttenberger Heimatmuseum im alten Rathaus von Leihgestern
- Reineke-Fuchs-Museum in Leihgestern

### Musik
- Im Stadtteil Großen-Linden ist das Musikcorps Großen-Linden zuhause. Größter Vereinserfolg war der Gewinn in den beiden Disziplinen Marsch und Show beim Wereld Muziek Concours 1974 in Kerkrade. Im Jahr 2005 konnte dort eine Goldmedaille mit Auszeichnung errungen werden. 2007 hat das Musikcorps Großen-Linden beim Internationalen Deutschlandpokal in Alsfeld in der Marschwertung der Brass Bands die höchste Punktzahl erreicht und gewann den Deutschlandpokal. In der Konzertwertung wurde der 2. Platz belegt, gefolgt vom eigenen Nachwuchs, dem Jugendmusikcorps Großen-Linden, das den 3. Platz bei der Konzertwertung errang.

### Evangelische Frömmigkeit
In der Anne Frank Schule wird ein überörtliches Clubcamp für Jugendliche vom CVJM durchgeführt. Höhepunkt ist eine Thomasmesse.

### Sport
Der Verein TV-Großen-Linden spielte in der Saison 1985/86 mit einer Damenmannschaft in der Tischtennisbundesliga. In der 2. Handball-Bundesliga der Frauen spielte die TSG 1893 Leihgestern in der Saison 2004/2005. Das Turnteam des TV Großen-Linden startet seit 2014 in der 2. Bundesliga der Deutschen Turn-Liga (DTL). Zudem unterhält die Stadt ein Freibad.

### Sonstige Vereine
- Burschenschaft „Einigkeit“ Großen-Linden
- Karnevalverein Harmonien (KVH)
- TSG 1893 Leihgestern, mit 2.200 Mitgliedern der größte Verein der Stadt
- TSV Großen-Linden, spielt mit der ersten Fußballmannschaft in der Kreisoberliga
- MSG Linden, spielt mit der 1. Herrenhandball-Mannschaft in der Landesliga Hessen

### Regelmäßige Veranstaltungen
- Marienmarkt, jedes Jahr im März (im Altstadtbereich von Großen-Linden)
- Stadtfest, immer am zweiten Augustwochenende rund um das Rathaus
- Nikolausmarkt, immer am ersten Adventwochenende im alten Ortskern von Leihgestern
- Kirmes in Großen-Linden, am zweiten Juli-Wochenende
- Neujahrskonzert des Musikcorps Großen-Linden, alle zwei Jahre im Januar in der Stadthalle Linden

## Wirtschaft und Infrastruktur

### Verkehr
Durch das Stadtgebiet führen die A 45 und die A 485, die sich am „Gießener Südkreuz“ queren. Des Weiteren existiert ein Bahnhof, der an der Main-Weser-Bahn liegt. Linden gehört dem Rhein-Main-Verkehrsverbund (RMV) an.

### Ansässige Unternehmen
- Als erstes Unternehmen in dem Gewerbegebiet Lückebachtal wurde 1980 ein Großmarkt der Metro-Cash-&-Carry-Gruppe eröffnet.
- Zu den größten Arbeitgebern der Stadt gehört Alternate, das größte deutsche Hardware-Versandunternehmen.
- Die Uvensys GmbH, ein mittelständischer Internetdienstanbieter
- Aktiv-Mietpark, ein Baummaschinen-Verleih

### Bildung
Die Anne-Frank-Schule ist eine schulformbezogene Gesamtschule mit Förderstufe und gymnasialen Eingangsklassen 5 und 6, einem Haupt- und Realschulzweig sowie einem Gymnasialzweig. Außerdem gibt es in beiden Stadtteilen jeweils eine Grundschule: In Leihgestern werden Grundschüler in der Wiesengrundschule aufgenommen, in Großen-Linden in die Burgschule.

### Jugendräume der Stadt Linden
Die Stadt Linden hat im Gebäude der ehemaligen Katastrophenschutz-Zentralwerkstatt des Landes Hessen neue Jugendräume eingerichtet. Diese werden neben der städtischen Jugendarbeit auch für das Vereinsleben vor Ort genutzt. 

## Persönlichkeiten

### Söhne und Töchter der Stadt
- Ludwig Menges (1811–1898), Großherzoglich-hessischer Hofrat
- Ludwig Friedrich Römheld (1824–1871), Jurist und Kreisrat in Lindenfels
- Reinhold Hoffmann (1831–1919), deutscher Chemiker und Industriemanager
- Friedrich Wolf (1853–1922), Arzt, Politiker, Abgeordneter der 2. Kammer der Landstände des Großherzogtums Hessen
- Johannes Leun (1855–1940), hessischer Landtagsabgeordneter
- Georg Heß (1888–1967), Heimatdichter
- Wilhelm Menges (1894–1963), deutscher Richter am Reichsgericht und am Bundesgerichtshof
- Manuel Lösel (* 1965), Pädagoge und seit 2014 Staatssekretär im Hessischen Kultusministerium
- Christoph Preuß (* 1981), deutscher Fußballspieler